# Banksia menziesii

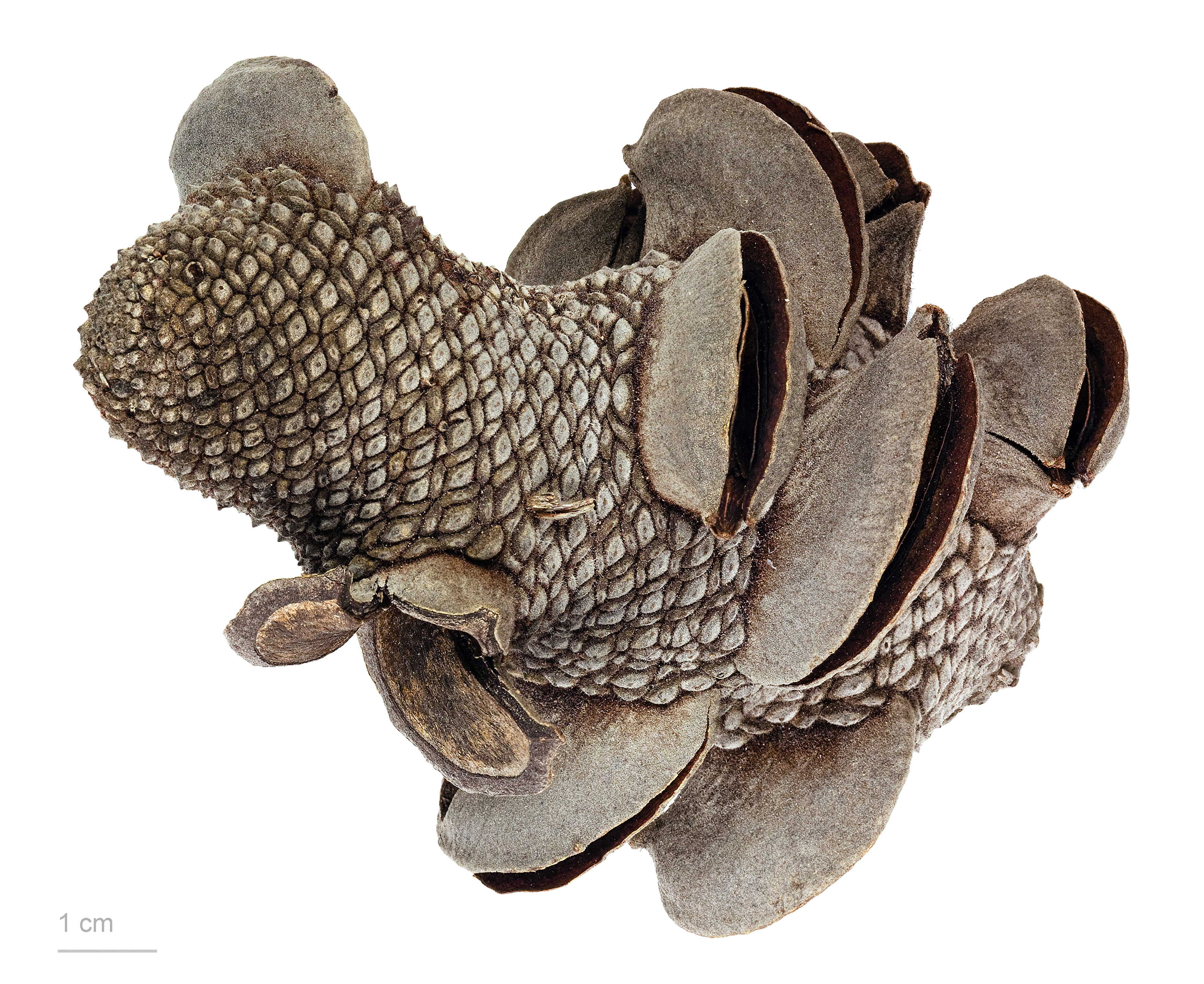
Banksia menziesii

Banksia menziesii, comúnmente conocida como banksia de leña, banksia de Menzies, es una especie de árbol pequeño o arbusto grande en el género Banksia. Se encuentra en Australia Occidental, desde la región de Perth (32° S) hasta el Río Murchison (27° S) en el norte. El nombre banksia de leña fue el resultado de sus propiedades para producir fuego rápidamente y su abundancia como fuente de leña. El color de las inflorescencias ha dado origen a nombres comunes inusuales como banksia de vino oporto ("Port wine banksia"), banksia de llama ("flame banksia") y banksia fresa ("strawberry banksia"). 
Es una de las banksias por primera vez descritas por el botánico Robert Brown a principios del siglo XIX. Una banksia distintiva, ha tenido una historia taxonómica sin acontecimientos.
Una planta relativamente resistente al frío, Banksia menziesii es comúnmente visto en jardines y plantaciones amena las áreas urbanas australianas con climas mediterráneos, sin embargo su sensibilidad al dieback hace que tenga vida corta en climas con humedad en verano como Sídney. 
Banksia menziesii es ampliamente usado en la industria de la floricultura en Australia y otros países.

## Descripción

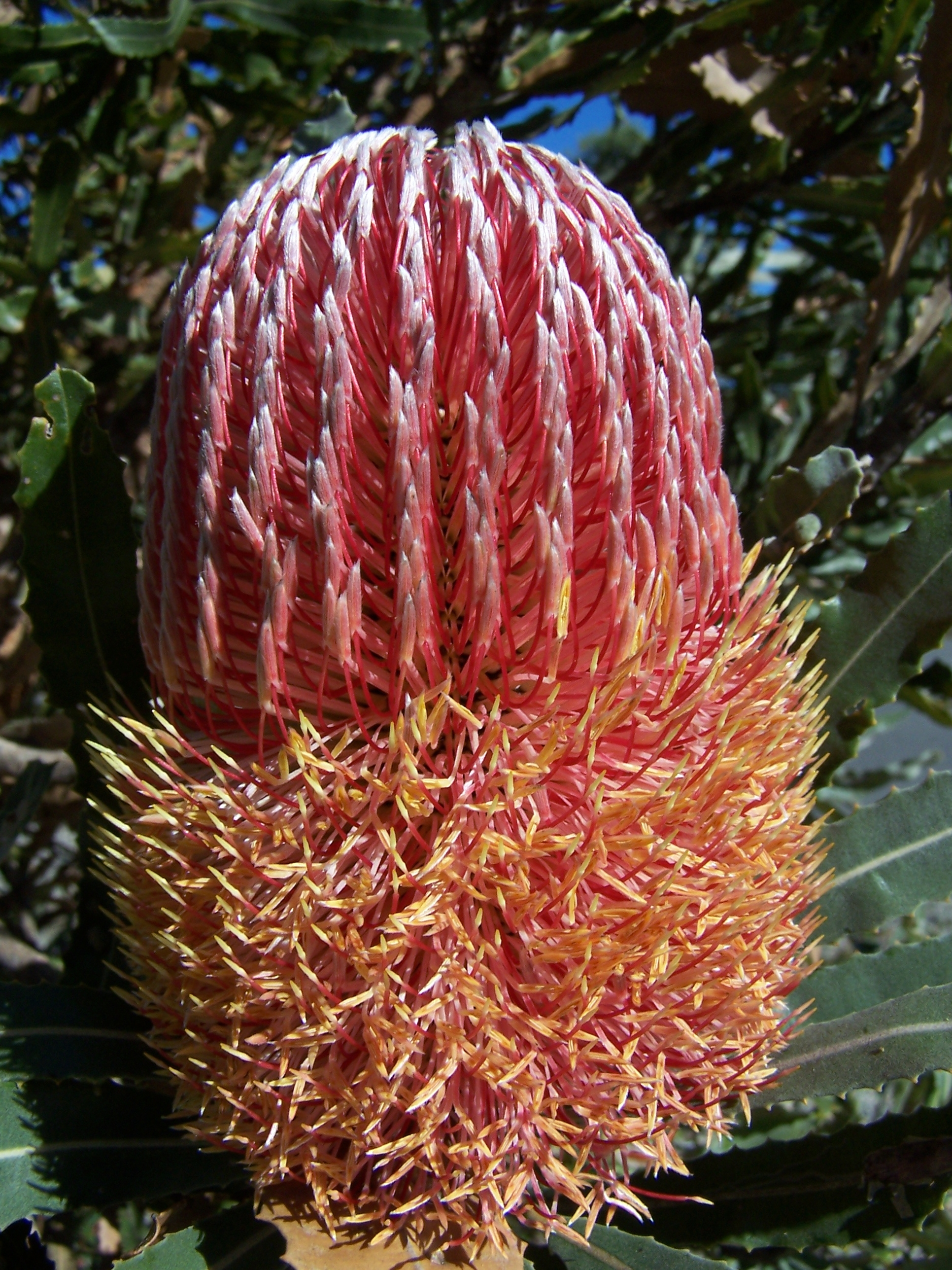
Inflorescencia.

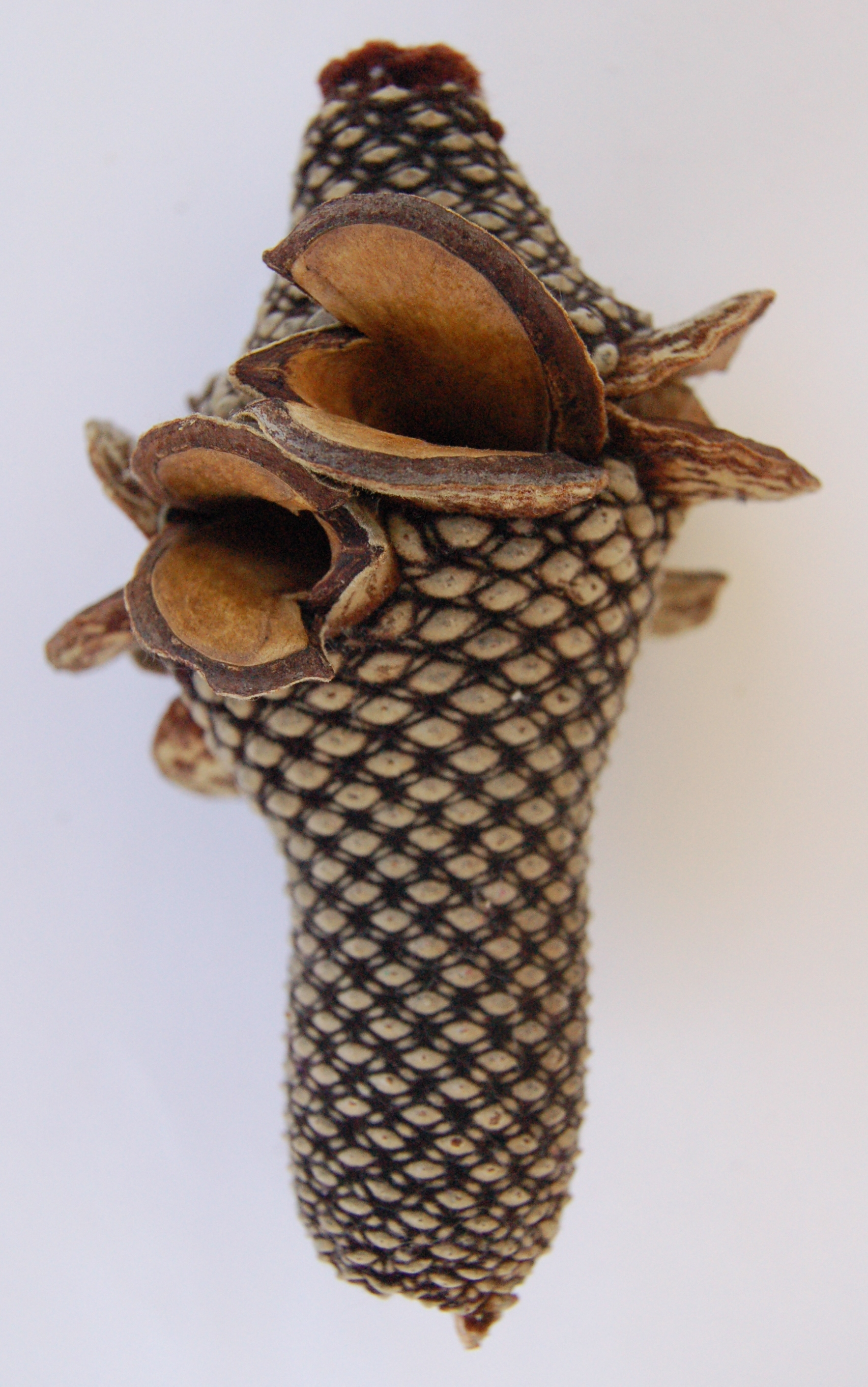
Inflorescencia, i.e. "cono".

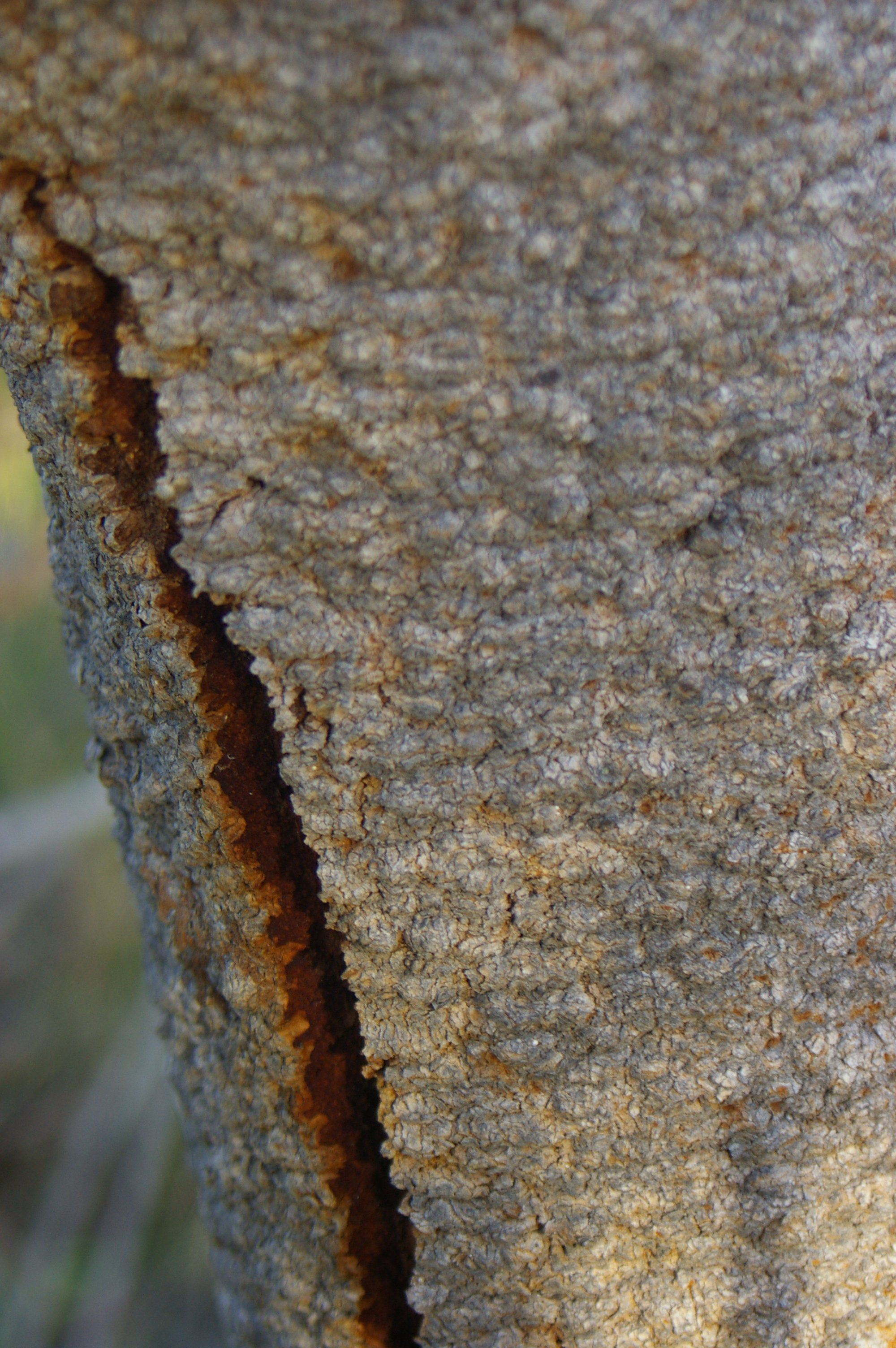
Corteza.

Puede ser un árbol nudoso de 7 metros o un arbusto más pequeño de 1-3 metros. El tronco es grisáceo y rugoso, las hojas serradas de color verde-grisáceo y 8-25 cm de largo y 4 cm de ancho, con nuevo crecimiento más pálido y finamente sedoso. La floración ocurre en otoño y en invierno. 
Las inflorescencias, de forma ovoide a cilíndrica, pueden ser de hasta 7-8 cm de ancho y 4-12 cm de alto. Estas son particularmente llamativas de cerca pero pueden parecer indiferentes a distancia. Son más atractivas en el tardío capullo, los estilos contrastando bien con el cuerpo de la inflorescencia, en su totalidad se ven como una flor con apariencia de caramelo con rayas verticales rojas- o rosas-y blancas. Las inflorescencias son generalmente de un rojo profundo después del clima frío y el color se intensifica durante el invierno. Algunas plantas tienen inflorescencias amarillas y blancas, otras son de color bronce. 
Las viejas flores usualmente se caen rápido, con hasta 25 grandes folículos enseguida. Estas pueden ser prominentes y de un patrón atractivo cuando son nuevas. 
La planta es dependiente del fuego para reproducirse ya que los folículos se abren con el fuego, cada folículo produciendo una o dos viables semillas en forma de cuña, apartadas por un separador leñoso. Banksia menziesii es lignotuberosa.
Interesantemente el color y nivel de pigmentación presagia el color eventual de la inflorescencias. Kevin Collins recordó que por muchos años las semillas blancas fueron descartadas por los coleccionistas de semillas quienes pensaban que eran infértiles. Más tarde el aprendió que las semillas pálidas producían flores amarillas, las gris oscuras a las típicamente rojas, y las negras a las flores color bronce.

## Taxonomía

### Historia taxonómica
Especímenes de B. menziesii fueron por primera vez colectados por Charles Fraser durante la exploración del capitán (más tarde admirante sir) James Stirling en marzo de 1827 al Río Swan. Al año siguiente, Alexander Macleay envió algunos de los especímenes de Fraser a Robert Brown. Brown formalmente publicó la especie en Supplementum Primum Prodromi Florae Novae Hollandiae de 1830, dándole el específico epíteto "menziesii" en honor a Archibald Menzies, cirujano naturalista a bordo de un navío de la serie HMS Discovery bajo las órdenes de George Vancouver, quien descubrió King George Sound en 1791. Por lo tanto el nombre completo de la especie es Banksia menziesii R.Br.. De manera interesante, ni Brown ni Menzies nunca vieron la planta viva.
Bajo el arreglo taxonómico de Banksia de Brown, B. menziesii fue colocada en el subgénero Banksia verae, las "Verdaderas Banksias", porque su inflorescencia es una espiga floral típica de Banksia. Banksia verae fue renombrada Eubanksia por Stephan Endlicher in 1847, y degradada a un rango seccional por Carl Meissner en su clasificación de 1856. Meissner más tarde dividió Eubanksia en cuatro series, con B. menziesii colocada en la serie Salicinae. Cuando George Bentham publicó su arreglo taxonómico en 1870 en Flora Australiensis, el descartó las series de Meissner, reemplazándolas con cuatro secciones. B. menziesii fue colocada en Orthostylis, una sección un poco heterogénea que contiene 18 especies. Este arreglo would stand for over a century.
En 1891, Otto Kuntze desafió el nombre genérico Banksia L.f., por motivos que el nombre Banksia había sido previamente publicado 1775 como Banksia J.R.Forst & G.Forst, refiriéndose al género ahora conocido como Pimelea. Kuntze propuso Sirmuellera como una alternativa, republicando B. menziesii como "Sirmuellera menziesii" [sic]. El desafío falló, Banksia L.f. fue formalmente conservado, y Sirmuellera menziesii (R.Br.) Kuntze" es ahora un sinónimo nomenclatural de B. menziesii.

### Colocación actual
Alex George publicó un nuevo arreglo taxonómico de Banksia en su clásica monografía The genus Banksia L.f. (Proteaceae) . Eubanksia de Endlicher llegó a ser B. subg. Banksia, y fue dividida en tres secciones. B. menziesii fue colocada en B. sect. Banksia, y fue más adelante dividido en nueve series, con B. menziesii colocada en B. ser. Spicigerae. Puesto que la publicación original de Brown había tratado todos los especímenes de Fraser como sintipos para la especie, George también eligió un lectotipo, seleccionando un árbol que Fraser había recibido de Macleay en mayo de 1828.
En 1996, Kevin Thiele y Pauline Ladiges publicaron un nuevo arreglo para el género, después de los análisis cladisticos produjeran un cladograma significativamente diferente del arreglo. El arreglo taxonómico de Thiele y Ladiges de la banksia retuvo a B. menziesii en la serie Banksia, colocándola en B. subser. Cratistylis al lado de otras nueve especies. Este arreglo se mantuvo hasta 1999, cuando George efectivamente revirtió su arreglo de 1981 en su monografía para Flora de Australia.
Bajo el arreglo taxonómico de George de la Banksia, la colocación taxonómica de B. menziesii' puede resumirse de la siguiente manera:
Género Banksia
Subgénero Banksia
Sección Banksia
Serie Salicinae
Serie Grandes
Serie Banksia
B. serrata
B. aemula
B. ornata
B. baxteri
B. speciosa
B. menziesii
B. candolleana
B. sceptrum
Serie Crocinae
Serie Prostratae
Serie Cyrtostylis
Serie Tetragonae
Serie Bauerinae
Serie Quercinae
Sección Coccinea
Sección Oncostylis
Subgénero Isostylis
B. menziesii /> no se parece a otra Banksia; George presintió que sus parientes más cercanos eran B. speciosa (Banksia vistosa) y B. baxteri (Banksia nido de aves), el cual difiere de B. menziesii en tener las flores amarillas y las hojas con lóbulos profundamente triangulares. En 2002, un estudio molecular por Austin Mast mostró que sus parientes más cercanos son miembros de la serie Crocinae.
En 2005, Mast, Eric Jones y Shawn Havery publicaron los resultados de sus análisis cladísticos de los datos de la secuencia de ADN para Banksia. Ellos infirieron una filogenia muy diferente de los arreglos taxonómicos aceptados, incluyendo que se encontró a Banksia ser parafilética con respecto a Dryandra. Un nuevo arreglo taxonómico no se publicó , pero a principios de 2007 Mast y Thiele iniciaron un rearreglo al transferir Dryandra a Banksia, y publicar B. subg. Spathulatae para las especies que tienen cotiledones en forma de cuchara; de esta manera ellos redefinieron el autónimo B. subg. Banksia. Ellos presagiaron la publicación de un arreglo completo una vez que el muestreo de ADN de Dryandra estuvo completo; mientras tanto, si los cambios nomenclaturales de Mast yThiele son tomados común arreglo interino, por lo tanto B. menziesii es colocada en B. subg. Banksia.

### Variación dentro de la especie

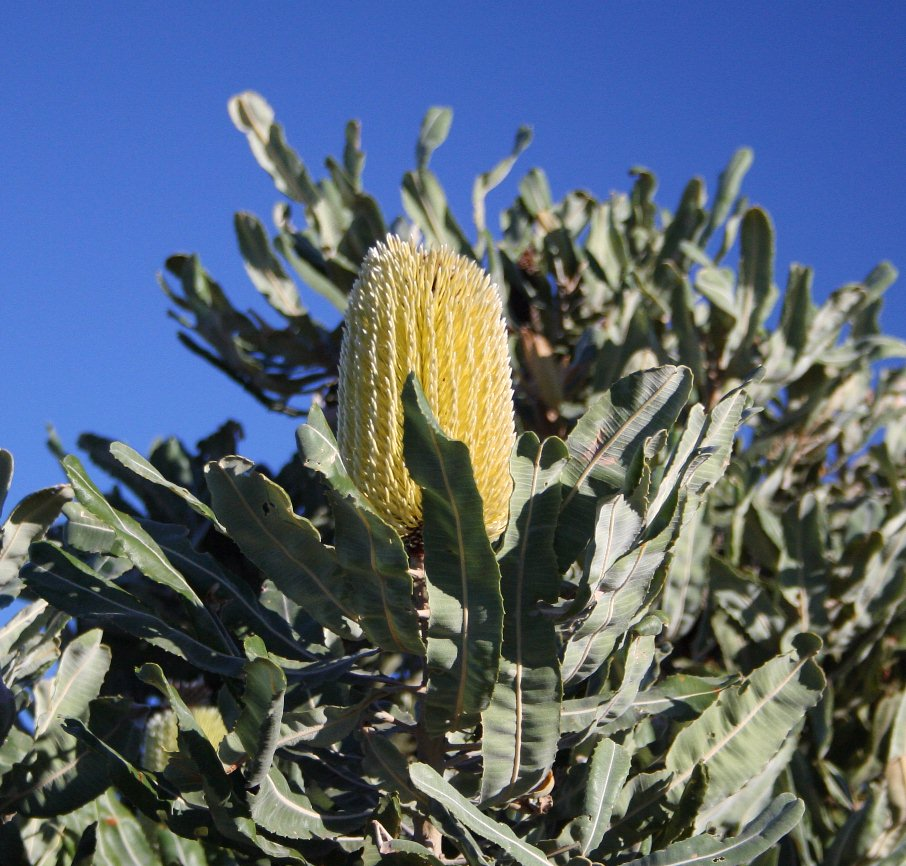
Variante de flor de color amarillo, en capullo maduro cerca de Cataby.

B. menziesii es inusualmente variable en dos aspectos. En primer lugar, varía en hábito, creciendo como un árbol en la mayor parte de su distribución, pero es usualmente un arbusto en el norte de su extensión. No existe sin embargo una clara división entre las dos: estas se clasifican juntas tanto en forma como en distribución. En segundo lugar, B. menziesii tiene más variantes de color que otras especies Banksia, con flores desarrollándose en un amplio rango de rosas, además de chocolate, bronce, amarillo y variantes verdosas. La variación en otras características es bastante típica del género. De acuerdo a George, B. menziesii es «una especie claramente definida», y «ninguna división formal está garantizada».

### Híbridos
Como B. menziesii no es similar a otras Banksias, es improbable que ocurran los híbridos. El único híbrido es un estéril resultante de B. hookeriana (Banksia de Hoooker), encontrado al norte de Badgingarra por Greg Keighery. El cruce manual B. attenuata ha resultado en germinación, indicando que esas dos especies son genéticamente compatible, pero los híbridos naturales son extremadamente improbables porque las dos especies florecen en diferentes épocas.

## Distribución y hábitat

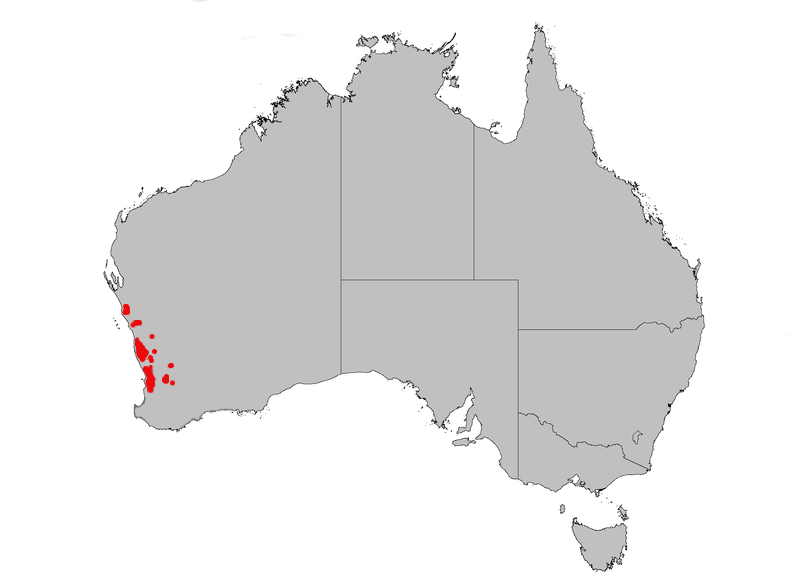
Distribución de B. menziesii.

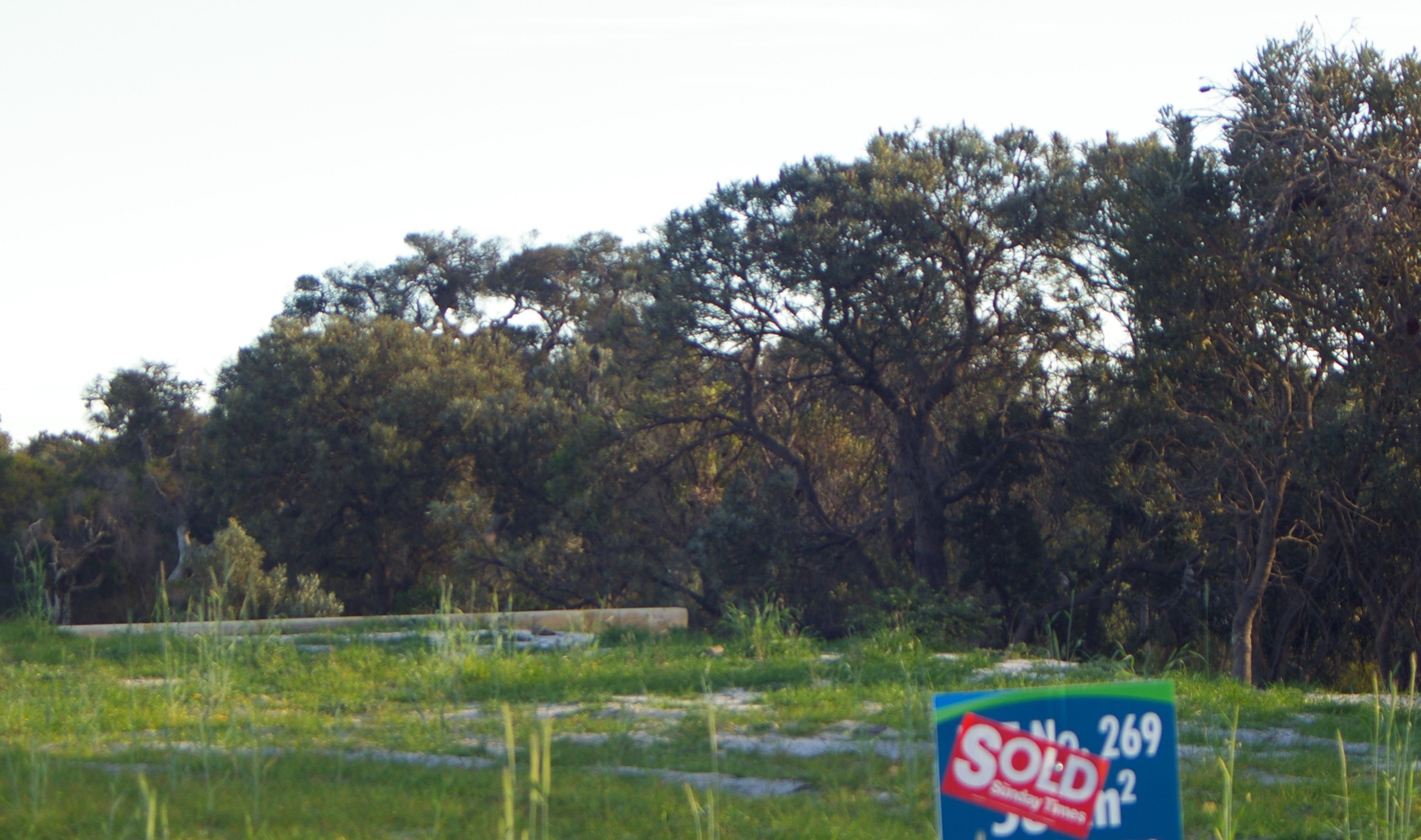
La más grande amenaza para Banksia menziesii es el clareo de la tierra para la construcción de casas.

B. menziesii crece primariamente en suelos profundos arenonosos de Swan Coastal Plain y Geraldton Sandplains, extendiéndose desde Waroona al sur de Kalbarri en el norte. Está limitada al este por los suelos pesados de los Montes Darling, pero crece bien en parches aislados de arena en las regiones de Jarrah Forest y Avon Wheatbelt, tales que crecen cerca de Beverley, Toodyay y Wongan Hills. La ocurrencia más oriental es un espécimen colectado por Roger Hnatiuk en 1979 al noroeste de Brookton, aproximadamente a 125 kilómetros de la costa.
Junto con B. attenuata (Banksia vara de vela), B. menziesii es un componente dominante en varios de los complejos de vegetación incluyendo Banksia low woodland y Jarrah-Banksia woodland. Esos complejos solo ocurren en arenas profundas y bien drenadas, suelos estacionalmente húmedos, B. menziesii y B. attenuata para dar paso a otras especies de Banksia tales como B. littoralis (Banksia de pantano) o B. telmatiaea (Banksia Fox de pantano).
En las llanuras arenosas de Geraldton en el norte, B. menziesii usualmente crece como un arbusto o un pequeño árbol emergente arriba de baja vegetación parecida a brezales.

## Ecología
Un estudio encontró que Banksia menziesii alcanzaba talla de árbol y tenía más conos en las orillas de los caminos, con una incrementada disponibilidad de nutrientes y agua.

## Cultivo

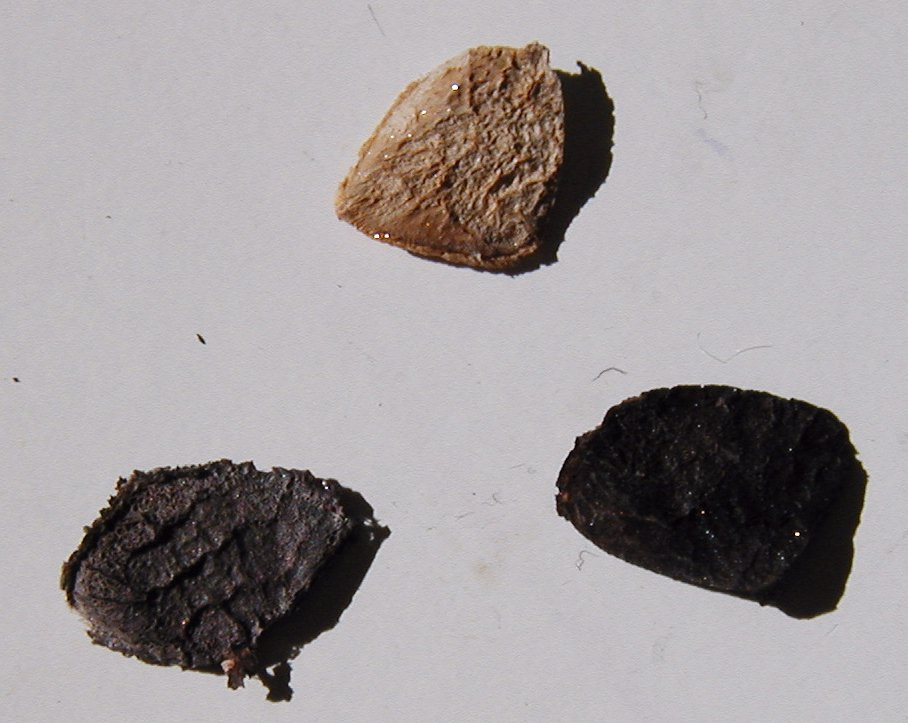
Semillas de flores amarillas - arriba. Rojas - abajo izquierda. Bronce – abajo derecha.

Es fácil de cultivar en clima mediterráneo con buen drenaje y suelo ligero (arenoso); sin embargo, es sensible a Phytophthora cinnamomi (dieback), y no se desarrolla bien en condiciones con humedad en verano o pobre drenaje. Una forma enana se vende comúnmente en los viveros. En general, las plantas que se encuentran en los viveros o jardines son formas de flores rojas, sin embargo las variantes de color bronce aparecen de vez en cuando en la floricultura.
Una característica de la propagación de semillas y selección es que las semillas que se convierten en plantas de flores amarillas son pálidas o sin pigmento, mientras las futuras plantas de color bronce y rojo son las semillas gris oscuras y negras respectivamente.